# Latrodectus karrooensis
Latrodectus karrooensis är en spindelart som beskrevs av Courtenay N. Smithers 1944. Latrodectus karrooensis ingår i släktet änkespindlar, och familjen klotspindlar. Inga underarter finns listade i Catalogue of Life.